# Obchody święta ognia w Pirenejach
Obchody święta ognia w Pirenejach – święto obchodzone co roku 23 czerwca w wigilię św. Jana. Obchody są organizowane w kilku wioskach lub gminach w północno-wschodniej Aragonii, w północno-zachodniej Katalonii, w Andorze oraz w departamentach Górna Garonna i Pireneje Wysokie. W 2015 roku obchody święta ognia w Pirenejach zostały wpisane na Listę reprezentatywną niematerialnego dziedzictwa kulturowego ludzkości.

## Historia
Pierwsze wzmianki o organizowaniu święta pochodzą z XVIII wieku. Zachowały się jego opisy z XIX wieku, a po II wojnie szczegółowo opisał je Jean Seguy w pracy Atlas linguistique et ethnographique de la Gascogne. Zanotował on nie tylko nazwy lokalne, ale również rytualne gesty i słowa. W latach 50. XX wieku badania w Bigorre prowadził Marcel Boulin, kustosz muzeum Massey Tarbes. W latach 80. XX wieku badania prowadziła etnografka Isaure Gratacos. Wyniki badań opublikowała w pracy Calendrier pyrénéen : rites, coutumes et croyances dans la tradition orale en Comminges et Couserans.
W 2020 i 2021 roku z powodu pandemii COVID-19 obchody święta w Andorze, Francji i Katalonii nie zostały zorganizowane. Wrócono do nich w 2022 roku.

## Opis
Chociaż na listę światowego dziedzictwa UNESCO zostały wpisane tylko 63 miejscowości, święto jest obchodzone w 120 miejscowościach. Analizując sposób organizacji, da się wyróżnić trzy rodzaje obchodów:
1. W wielu miejscowościach na szczycie wzgórza fallaires czyli uczestnicy obchodów niosący pochodnie[6] zapalają je, a następnie krótszą lub dłuższa trasą schodzą po zboczu wzgórza w dół do wioski. Idąc, tworzą wijący się szereg przypominający węża. W wiosce oczekują na nich mieszkańcy. Spotkanie jest kontynuowanie wokół ogniska. Miejsca spotkań na szczytach są stałe, chociaż w pobliżu niektórych miejscowości można znaleźć inne obiekty zawierające w nazwie słowo faro, co może świadczyć, że kiedyś były wykorzystywane do tego celu[7].  Ten sposób organizacji obchodów święta jest popularny w Katalonii i Aragonii[8].  Pochodnie w zależności od regionu noszą nazwy falles, halhes lub halhas (od łac. facula – pochodnia). Są wykonywane z kawałków żywicznego drewna, które jest przymocowywane do jesionowego patyka za pomocą drutu. Mają około 2 metrów długości[9]. W comarce Pallars Sobirà w wiosce Isil przygotowania rozpoczynają się już na początku maja. Wtedy ścinane są sosny, z których usuwa się korę i dzieli na 1,5-metrowe odcinki, z których powstaną pochodnie. Po rozłupaniu umieszcza się w nich kawałki drewna i pozostawia do wyschnięcia. Jedna z sosen jako major falla jest wkopywana na wzgórzu. W wigilię św. Jana wokół niej zbierają się fallaires z pochodniami. Po zapaleniu pochodni od płonącego pnia major falla schodzą oni w dół. Po przybyciu do wioski otrzymują poczęstunek, a pochodnie tworzą ognisko, wokół którego zebrani tańczą tradycyjne tańce[10]. W Boí ognisko rozpala nowożeniec (po katalońsku nazywany fodri major). Prowadzi on fallaires z pochodniami z gór do wioski[6].
2. W innych miejscowościach kilka miesięcy, a nawet rok wcześniej mieszkańcy przygotowują specjalny pień drzewa, który zapala się w dniu święta. Pień jest najczęściej nazywany haro lub brandon, ale spotyka się też inne nazwy eth halhar, eth har, eth haro i eth taro[8].   W Castanesie niegdyś święto ognia obchodzono 23 czerwca, jednak obecnie jest ono organizowane w wigilię św. Piotra czyli 28 czerwca. Tak jak w innych wioskach święto zostało pod koniec XX wieku zapomniane. Jego obchody przywrócono w 2010 roku[11]. Kilka dni przed świętem kilku mieszkańców wsi wkopuje na szczycie Serrat Qüeso (1600 m n.p.m.) pień drzewa (falla), który jest widoczny nie tylko z Castanesy, ale również z okolicznych wiosek. W wigilię św. Piotra fallaires udają się na szczyt i tam spożywają kolację złożoną z potraw z jagnięciny. Po zmroku jest zapalana falla, a fallaires z zapalonymi pochodniami schodzą do wsi. Tu rozpalane jest duże ognisko na rynku. Wokół niego zebrani rozmawiają, tańczą i piją. Popiół z ogniska był dawniej używany do nawożenia pól[11].  Nieco inaczej wyglądają obchody w Arties. Tam pień nazywany taro[6] jest przygotowywany wcześniej, a dwa tygodnie przed świętem wznoszony na placu. Wieczorem w wigilię św. Jana młodzi ludzie zbierają się wokół taro śpiewając, tańcząc i pijąc. Sygnałem do podpalenia pnia jest okrzyk „Taro húec” (ogień dla taro). Podpalony pień jest obalany na ziemię i ciągnięty przy pomocy lin przez wioskę. W niektórych miejscach pochód zatrzymuje się, a ogień jest podsycany. Zabawa trwa do rana i kończy się przed domem alkada (burmistrza), którego obowiązkiem jest zgaszenie ognia[12].
3. W niektórych wioskach pochodnie są zapalane na terenie wioski. W niektórych gminach, takich jak Andorra są organizowane pochody z ogniem podczas których uczestnicy kręcą specjalnie przygotowanymi pochodniami tworząc okręgi z ognia[8]. Pochodowi przewodniczy wybierany corocznie major fallaire. Może nim być zarówno kobieta jak i mężczyzna. Na początku czerwca są organizowane poszukiwania pierścienia do którego jest doczepiony gwóźdź (l’argolla de Fontargent)[13][14]. Zwycięzca pełni 23 czerwca funkcję fallaire major[15]. W tym rejonie jest dodatkowo wybierany fallaire menor, którego zdaniem jest opieka nad osobami poniżej 16 roku życia[6].

W Sant Julià de Cerdanyola w Berguedà w Katalonii obchody są organizowane w grudniu podczas przesilenia zimowego.

## Wpis na listę UNESCO
Z inicjatywą zgłoszenia święta na listę niematerialnego dziedzictwa UNESCO wystąpiło w 2009 roku działające w Andorze stowarzyszenie Fallaires w Andorra la Vella. 1 grudnia 2015 r. w Windhoeku w Namibii obchody święta ognia w Pirenejach zostały wpisane na Listę reprezentatywną niematerialnego dziedzictwa kulturowego ludzkości.
Aby propagować i rozwijać wspólne dla trzech krajów dziedzictwo powstał projekt PROMETHEUS, który był finansowany w ramach programu Interreg POCTEFA 2014-2020 i współfinansowany z funduszu FEDER. W ramach projektu powstała strona internetowa z wirtualnym muzeum. 

## Miejscowości, w których obchodzone jest święto ognia
W dokumentach złożonych do UNESCO podczas starania się o nominację na listę światowego dziedzictwa niematerialnego wymieniono 63 miejscowości w których są organizowane obchody: 26 w Hiszpanii, 34 we Francji i 3 w Andorze. Poniżej niektóre z nich:
- Hiszpania
  - Aragonia
    - Comarca Ribagorza:
      - Montanuy oraz wioski Aneto i Castanesa (nazwa lokalna: Baixada de Falles)
      - Bonansa (nazwa lokalna: Las Fallas)
      - Laspaúles oraz wioski Villarrué i Suils (nazwa lokalna: Corré las Fallas)
      - Sahún (nazwa lokalna: Les Falles de Saunc)

    - Comarca Sobrarbe:
      - San Juan de Plan (nazwa lokalna: Festa de la Falleta)

  - Katalonia
    - Comarca Val d'Aran: (nazwa lokalna: Shasclada deth Haro lub Crema deth Haro e des Halhes lub Quilha deth Haro)
      - Arties (wieś w gminie Naut Aran) (nazwa lokalna: Crema deth Taro)

    - Comarca Alta Ribagorça:
      - El Pont de Suert oraz wioski Casós i Llesp (nazwa lokalna: Baixada de Falles)
      - Barruera, Taüll, Boí, Erill la Vall i Durro (wioski w gminie La Vall de Boí ) (nazwa lokalna: Córrer les Falles)
      - Villaler i wieś Senet (nazwa lokalna: Baixada de Falles, a w Senet La Biga)

    - Comarca Pallars Sobirà:
      - Alins (nazwa lokalna: Baixada de Falles)
      - Isil (wieś w gminie Alt Àneu)

    - Comaca Pallars Jussà:
      - La Pobla de Segur (nazwa lokalna: Falles de la Verge de la Ribera)

    - Comarca Berguedà tutaj falles są organizowane zimą:
      - Bagà
      - Sant Julià de Cerdanyola
- Andora (nazwa lokalna: La cremada de Falles)
  - Parafie (doliny): Andorra la Vella, Sant Julià de Lòria i Escaldes-Engordany

- Francja, region Oksytania
  - Departament Górna Garonna
    - Bagnères-de-Luchon (nazwa lokalna: Le Brandon de la Saint-Jean (i de la Saint-Pierre)
    - Juzet-de-Luchon
    - Montauban-de-Luchon
    - Saint-Mamet
    - Moustajon
    - Mayrègne
    - Saint-Aventin (nazwa lokalna: Eth Halhar)
    - Oô
    - Salles-et-Pratviel

  - Departament Pireneje Wysokie
    - 25 gmin doliny Barousse: Anla, Antichan, Aveux, Bertren, Bramevaque, Cazarilh, Créchets, Esbareich, Ferrère, Gaudent, Gembrie, Ilheu, Izaourt Loures-Barousse, Mauléon-Barousse, Ourde, Sacoué, Sainte-Marie, Saléchan, Samuran, Siradan, Sost, Thèbe, Troubat i Sarlabous.

## Galeria

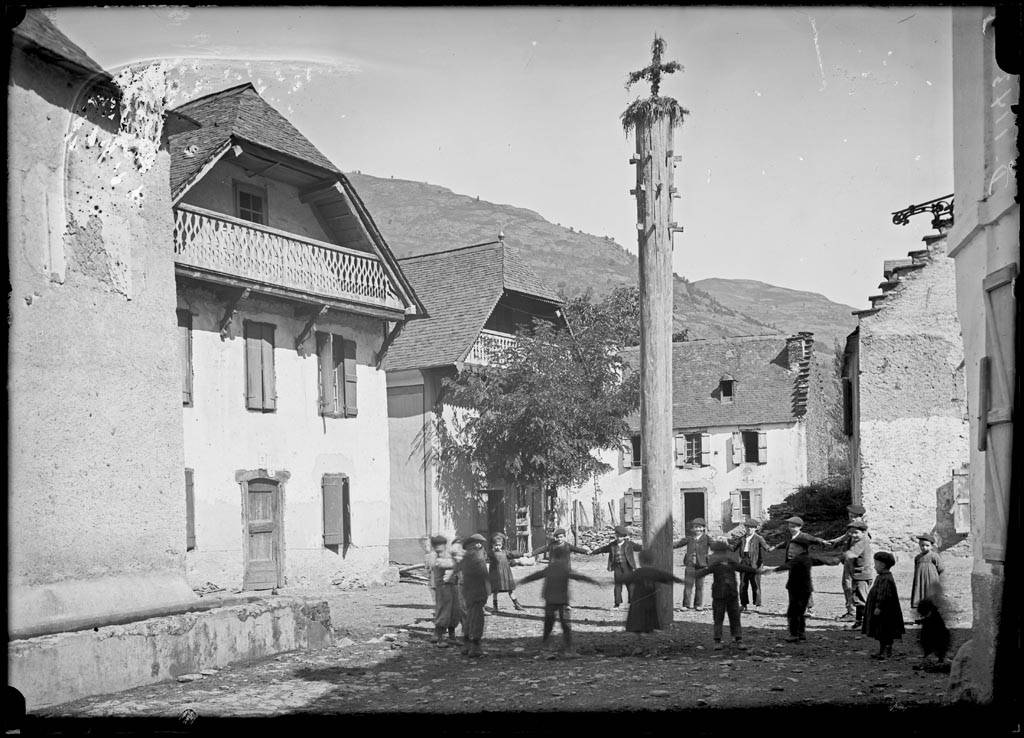
Obchody święta w Les w 1907 roku.
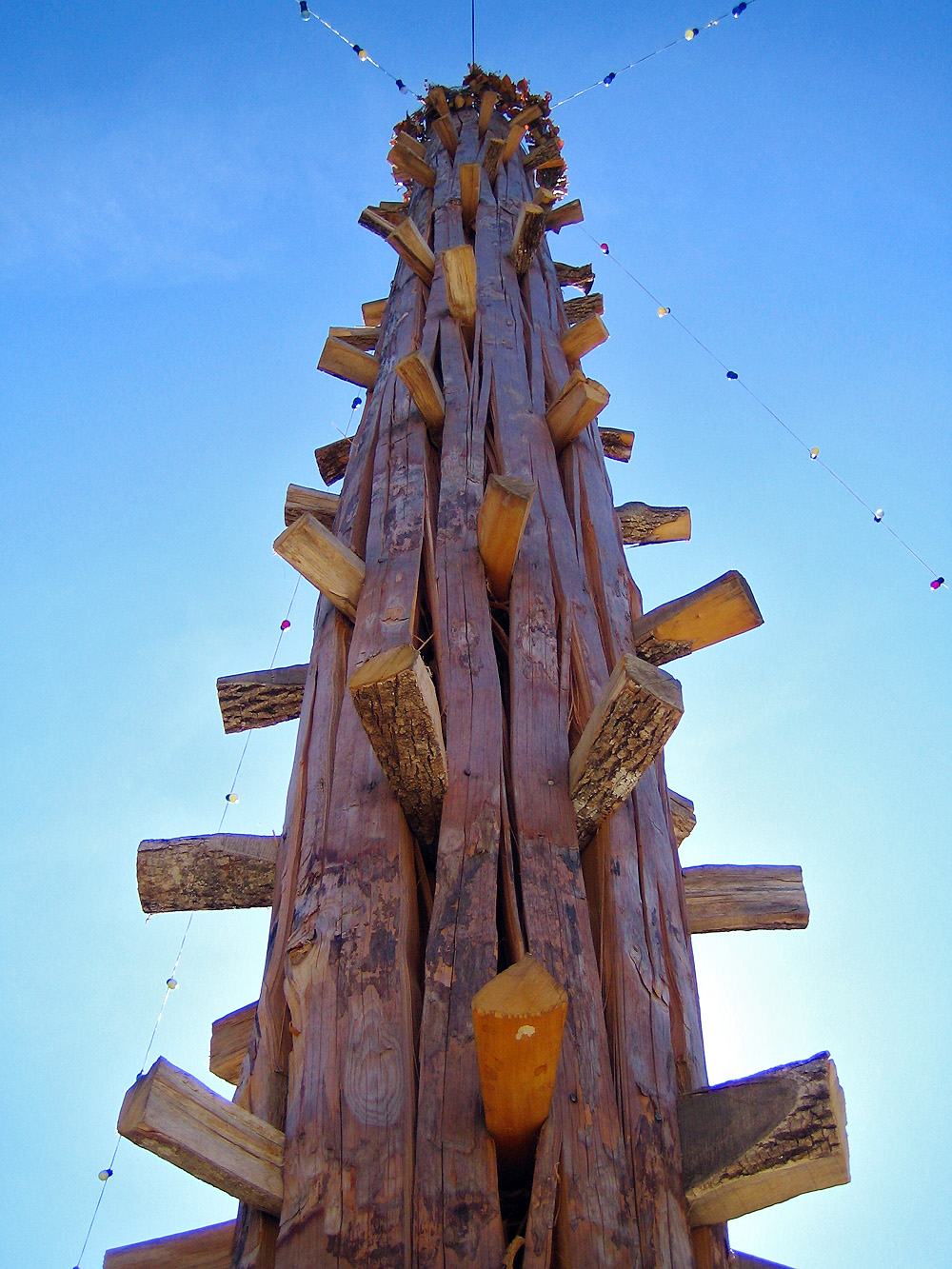
Pień haro.
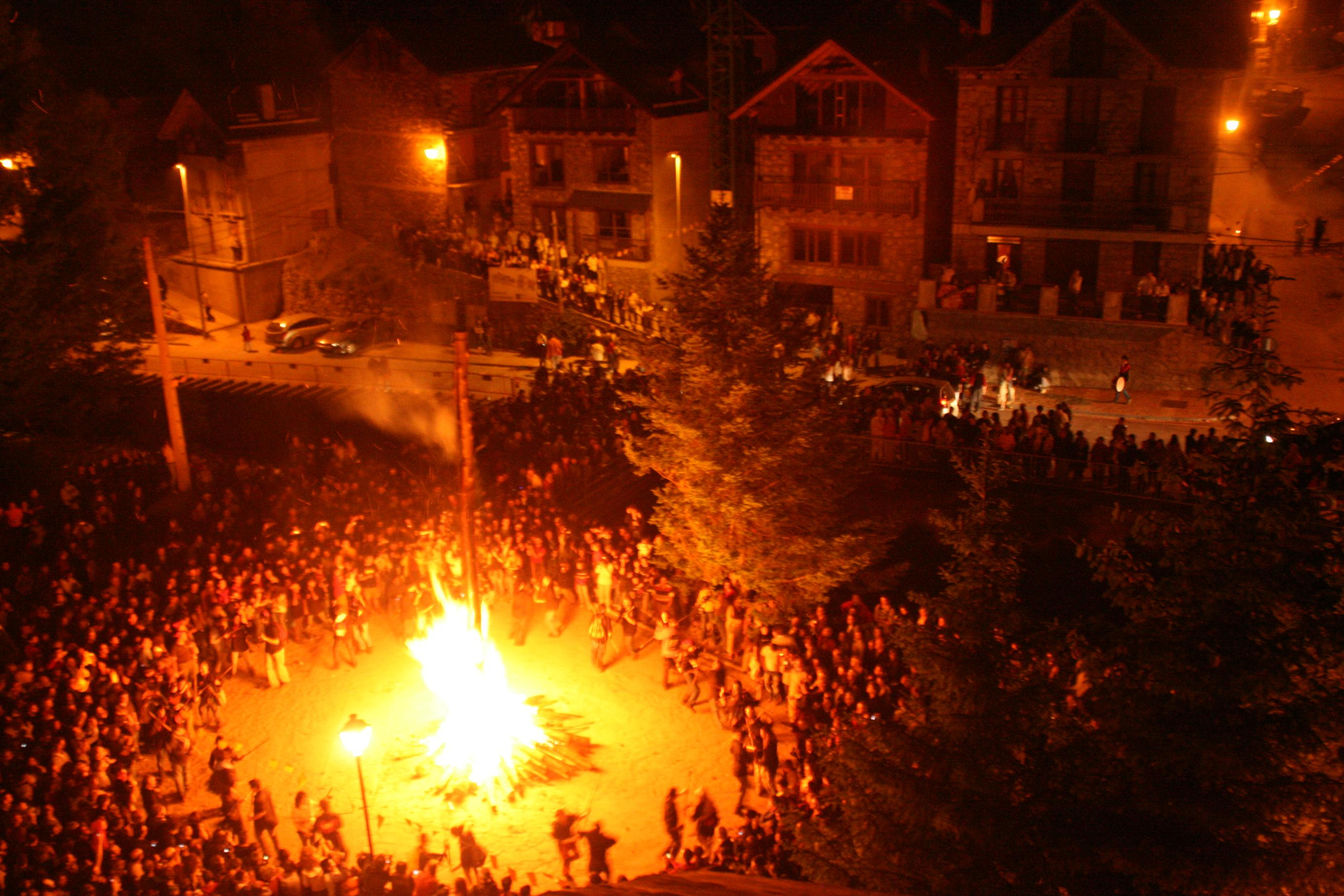
Obchody w Isil w 2008 roku.
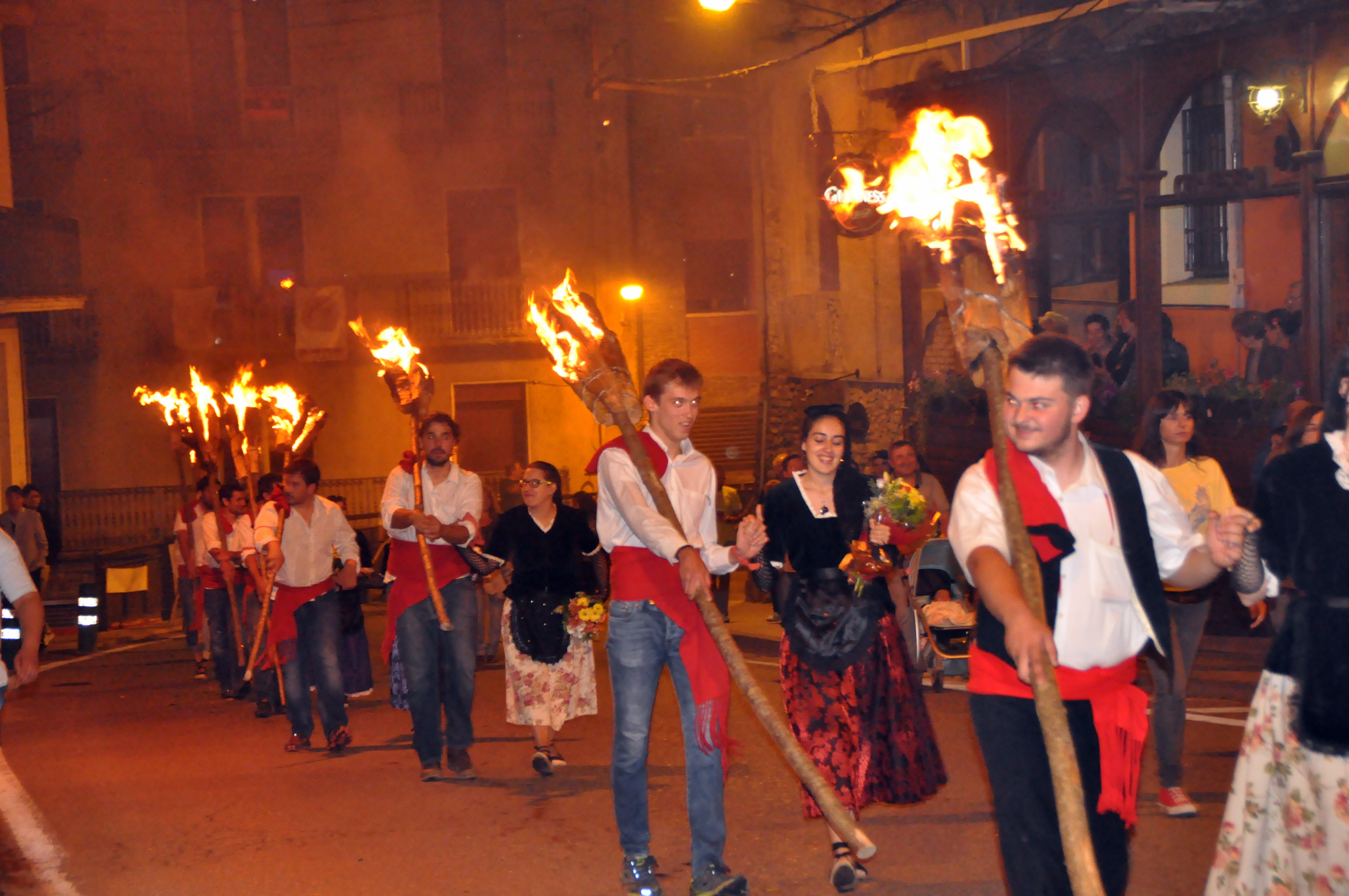
Pochód z pochodniami w La Pobla de Segur.
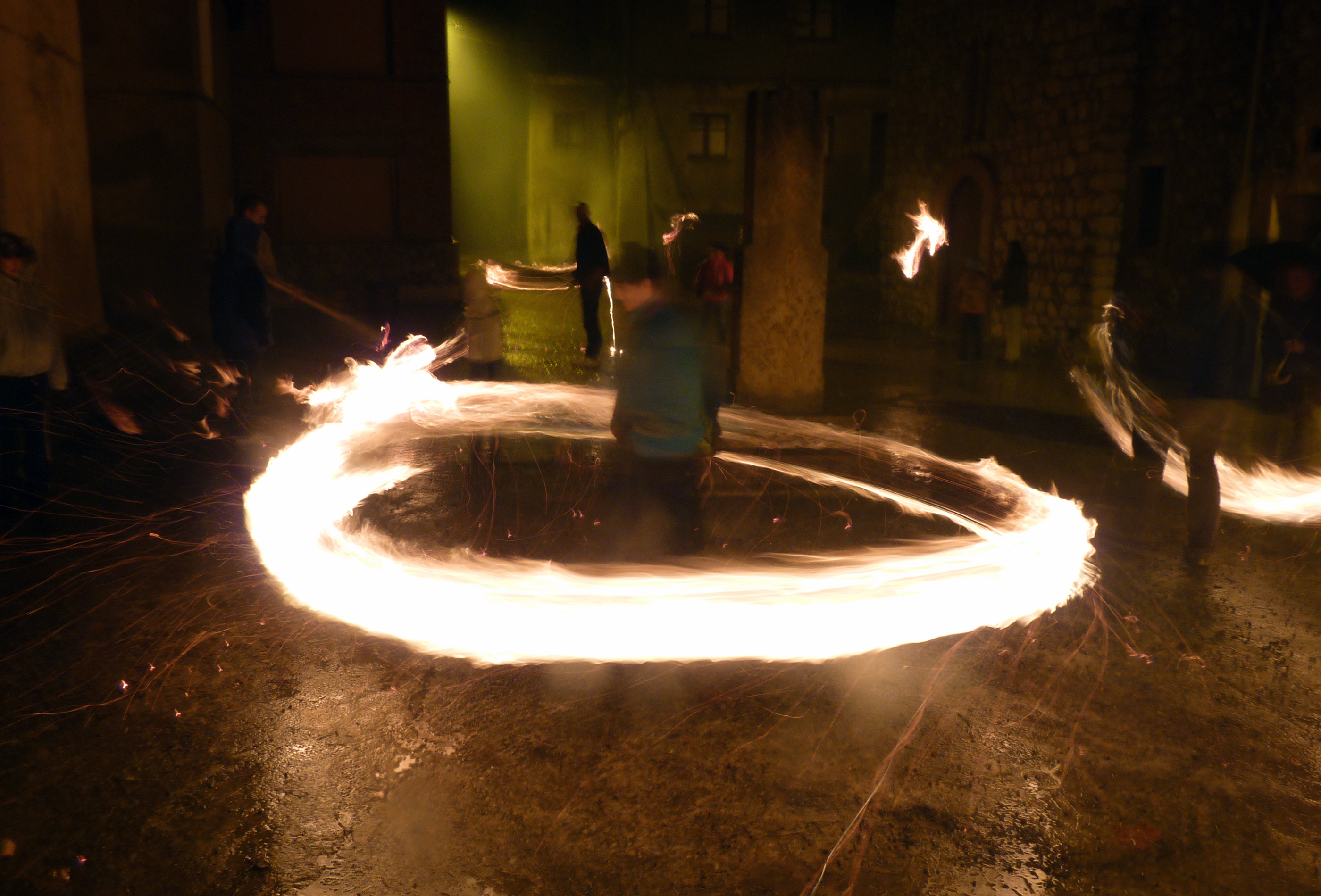
Kręgi z ognia w Sant Julià de Cerdanyola.
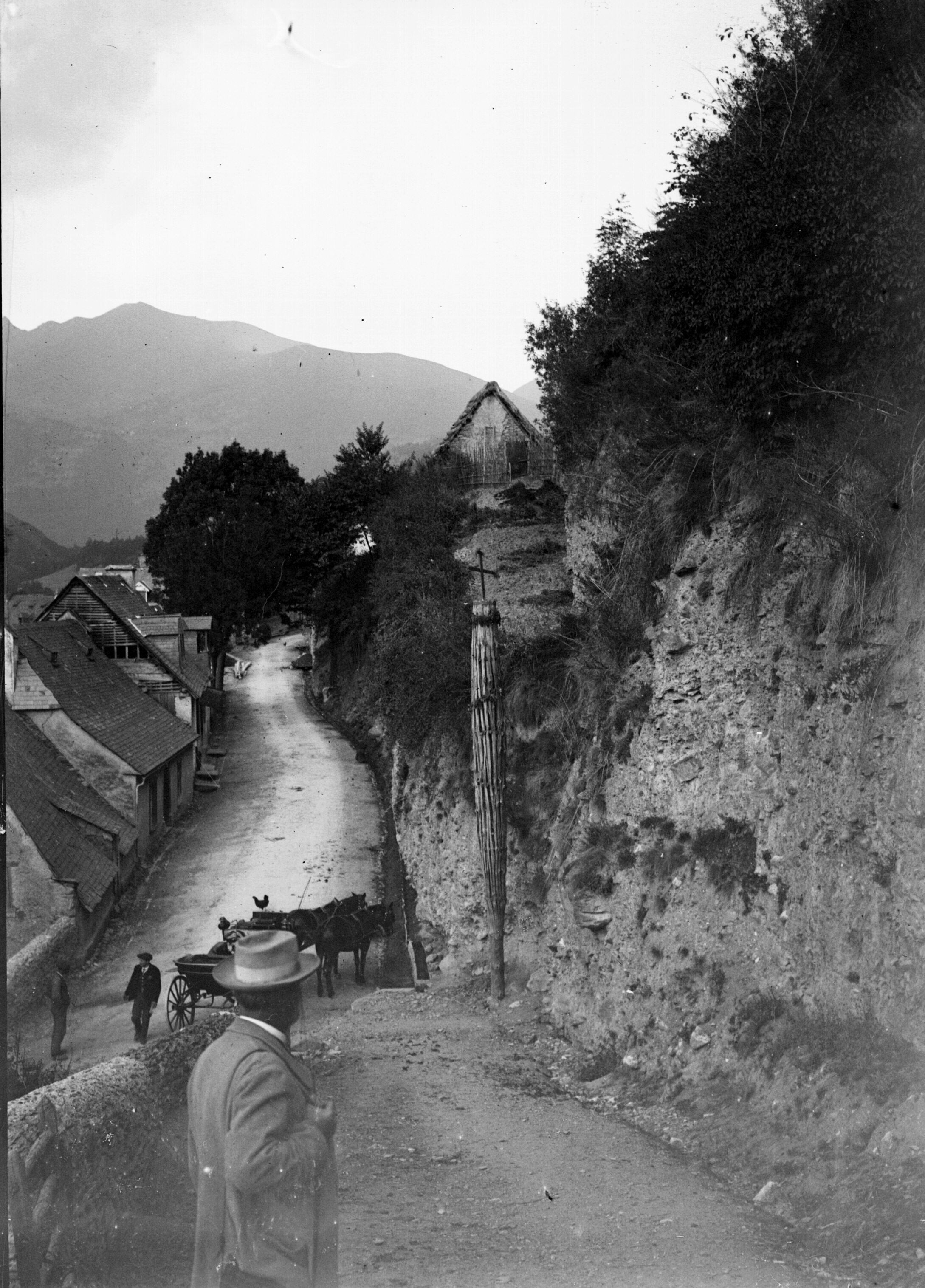
Brandon w St. Aventin we Francji (1898).